# Nationale Gesellschaft der Belgischen Eisenbahnen
Die Nationale Gesellschaft der Belgischen Eisenbahnen (niederländisch Nationale Maatschappij der Belgische Spoorwegen (NMBS), französisch Société nationale des chemins de fer belges (SNCB)) ist die staatliche Eisenbahngesellschaft des Königreichs Belgien mit Sitz in Saint-Gilles/Sint-Gillis. Das Unternehmen ist unter den niederländisch- und französischsprachigen Abkürzungen NMBS und SNCB bekannt, besonders von englischsprachigen Ausländern wird es mitunter B-Rail genannt. Im Firmensymbol, das Henry van de Velde 1936 entwarf, steht sprachneutral der Buchstabe B in einem liegenden Oval.

## Geschichte

### Aufbauzeit

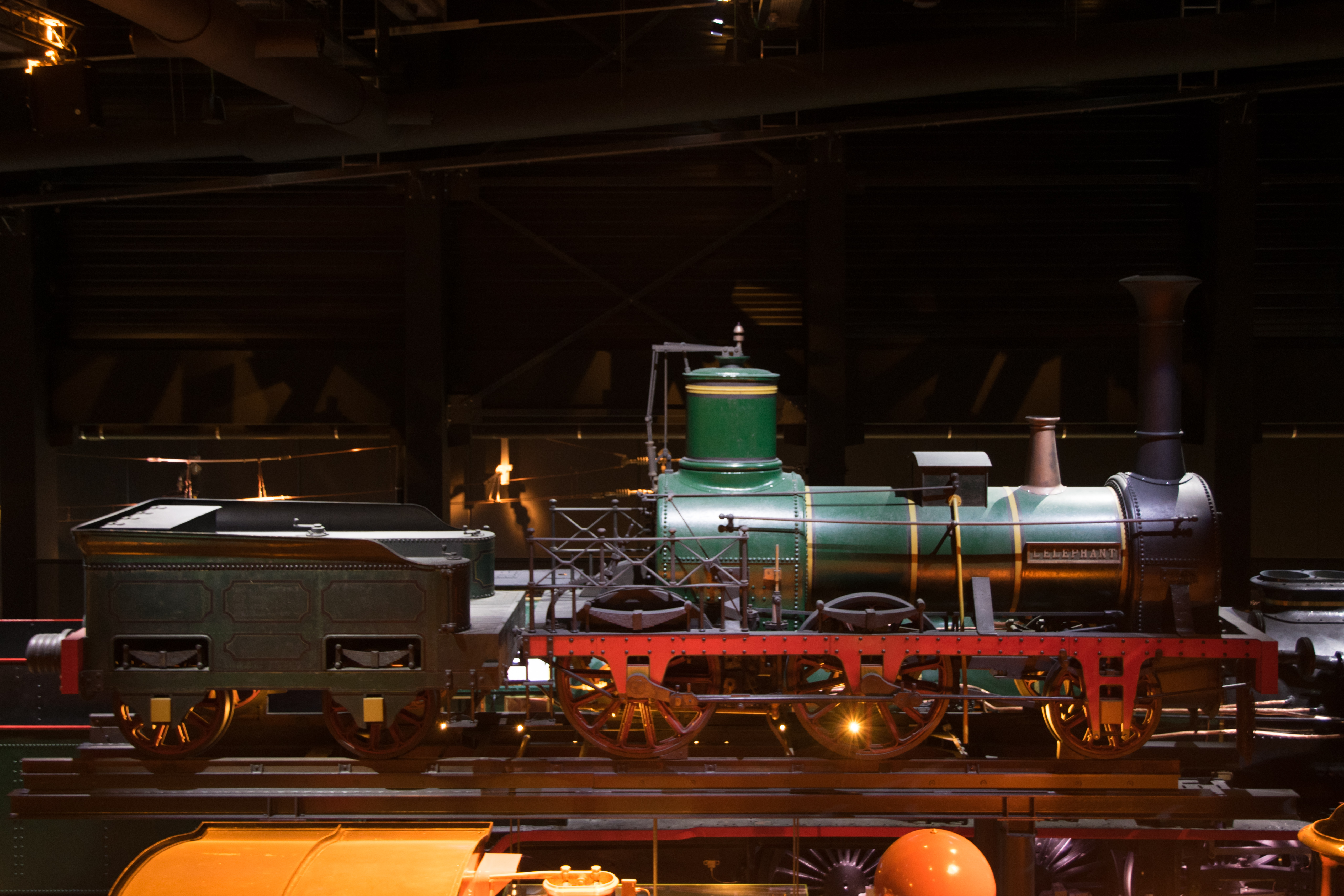
Erste belgische Lokomotive L’Éléphant (Holzmodell) in der Train World, Brüssel

Belgien war das erste kontinentaleuropäische Land, das über eine Eisenbahn verfügte, die erste Strecke wurde 1835 zwischen Mechelen und Brüssel eröffnet. Ziel des jungen, erst 1830 durch Abspaltung vom Königreich der Vereinigten Niederlande entstandenen Nationalstaates war, ein von den Kanälen unabhängiges Transportmittel zu haben, weil diese immer noch unter der Kontrolle der Niederlande standen. Belgien schuf als erstes Land in Kontinentaleuropa ein zusammenhängendes Eisenbahnnetz. Bis 1842 ließ der belgische Staat alle Eisenbahnen im Lande selber bauen. Dafür zuständig war die 1832 gegründete Chemins de fer de l’État belge, abgekürzt EB, auch L’État belge genannt, deutsch sinngemäß »Belgische Staatsbahnen«. Einen detaillierten Überblick zu den Mitte des 19. Jahrhunderts vorhandenen Eisenbahnstrecken liefert der belgische Baedeker-Reiseführer von 1853. Anschließend verkaufte der Staat Konzessionen – zunächst überwiegend an englische Gesellschaften, dann an eine Tochter der französischen Compagnie des chemins de fer du Nord, so dass schließlich etwa 600 Kilometern staatlicher Bahnen eine mehrfache Streckenlänge in privater Hand gegenüberstand. Ende des 19. Jahrhunderts kaufte er diese jedoch zum größten Teil wieder zurück und gründete die sogenannte „Eisenbahnverwaltung“.
Einige private Gesellschaften blieben jedoch weiter bestehen. Die letzten beiden, die Chemin de fer International de Malines à Terneuzen und die Chemin de fer de Chimay, wurden erst 1948 verstaatlicht.
Um 1900 hatte Belgien 170 Meter Eisenbahnstrecke pro Quadratkilometer, gegenüber 103 m/km² in England, 79 m/km² in Deutschland und 70 m/km² in Frankreich.

#### Streckeneröffnungen

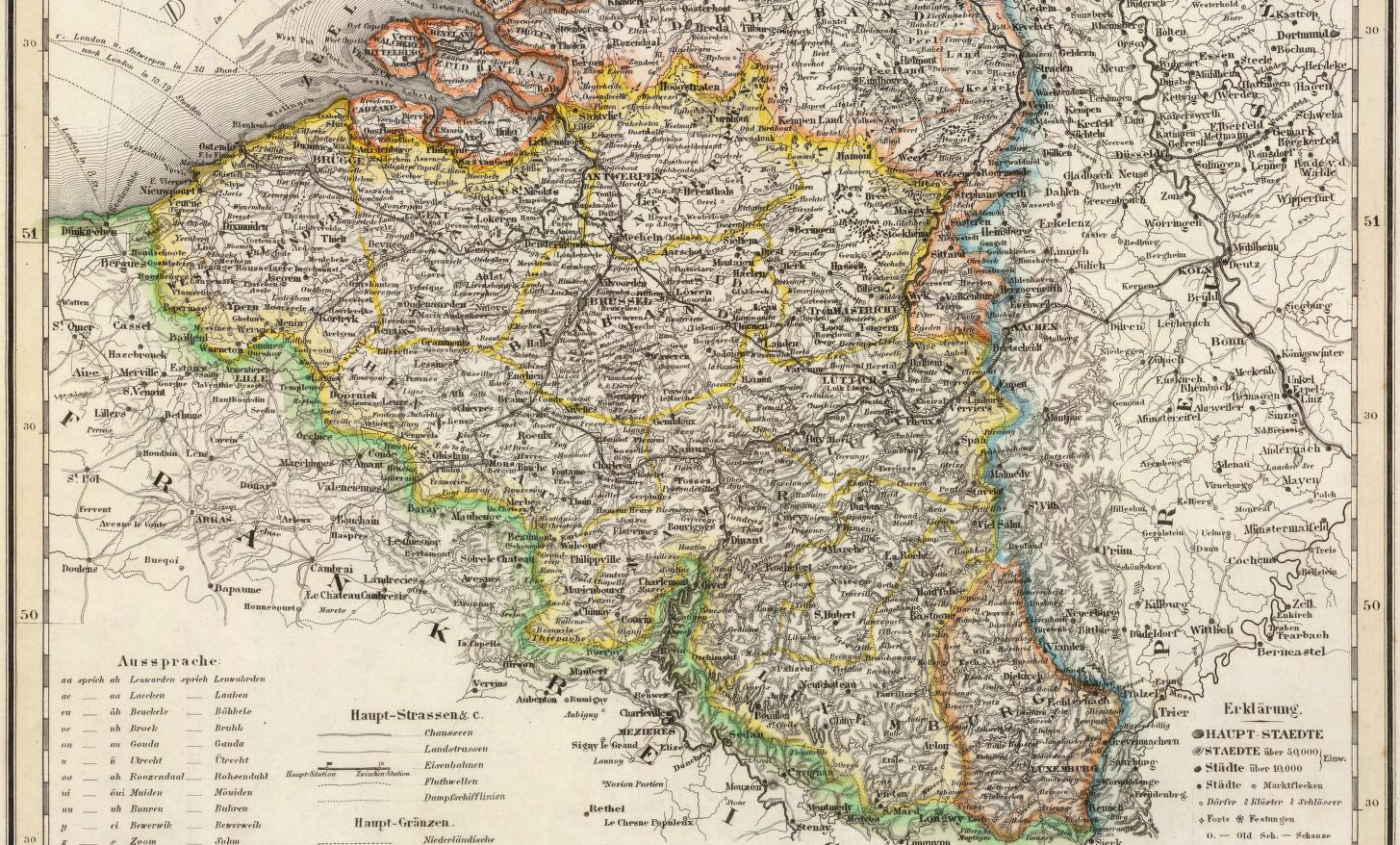
Belgien 1844 mit den ersten Bahnstrecken

- 5. Mai 1835 – Mechelen–Brüssel (Linie 25)
- 3. Mai 1836 – Mechelen–Antwerpen (Linie 25)
- 2. Januar 1837 – Mechelen–Dendermonde–(28. September 1837) Gent–(22. August 1838) Brügge–(28. August 1838) Ostende
- 10./21. September 1837 – Mechelen–Löwen–Tienen–(1838) Ans (bei Lüttich; in die Stadt hinein zum Bahnhof Liège-Guillemins aber erst 1. Mai 1842)
- 25: August/22. September 1838 – Gent–Deinze–Kortrijk
- 19. Dezember 1841 – Brüssel–Jurbise–Tubize–Mons (Ligne Dorsale), bis Quiévrain an der französischen Grenze 7. August 1842
- 15. Oktober 1843 – Bahnstrecke Aachen–Lüttich (Linie 37)
- 23. Oktober 1843 – Brüssel–Luttre–Charleroi
- 23. Oktober 1843 – Charleroi–Namur
- 11. November 1848 – Jurbise–Tournai
- 20. Oktober 1849 – Charleroi–Mons
- Juni/Oktober 1854 – Antwerpen–Roosendaal – Oudenbosch–(erst 1. Mai 1876) Rotterdam (Linie 12)
- 14. April 1856 – Brüssel–Namur (Linie 161)
- 1. Mai 1856 – Brüssel–Gent
- 1. Oktober 1856 – Hasselt–Maastricht
- 7. Oktober 1858 – Namur–Arlon (Linie 162)
- 1. Dezember 1885 – Bahnstrecke Waimes–Trois-Ponts (Linie 45), auf damals deutschem Gebiet von der Preußischen Staatsbahn gebaut, 2007 stillgelegt
- 1861 – Bahnstrecke Lüttich–Maastricht (Linie 40)
- 1. Juli 1862 Namur–Dinat (Linie 154)
- 1863 – Dinat–Givet
- 1863 – Löwen–Aarschot–Herentals
- 1. Februar/1. Juli 1865 Aarschot–Diest–Hasselt
- 1. August 1866 – Marloie–Marche en Famenne–Melreux Hotton–Esneux–Angleur (Linie 42)
- 23. Februar 1867 – Bahnstrecke Pepinster–Stavelot (Linie 44)
- 22. März 1868 – Ostende–Torhout (Linie 62), 1963 stillgelegt
- 15. November 1869 – Libramont–Bastogne- (1885 eröffnet; 1984 stillgelegt) Gouvy– (nur 1915–1944) St. Vith (Linie 163)
- 1879 – Antwerpen–Geel–Lommel–Roermond Eiserner Rhein
- 4. November 1889 – Vennbahn, St. Vith–Ulflingen (Linie 47) und Raeren–St. Vith (Linie 48)
- 1. Juli 1890 – Bahnstrecke Rivage–Gouvy (Linie 42)
- 28. Februar 1917 – Bahnstrecke Aachen–Tongern (Linie 24)

### 1914–1945

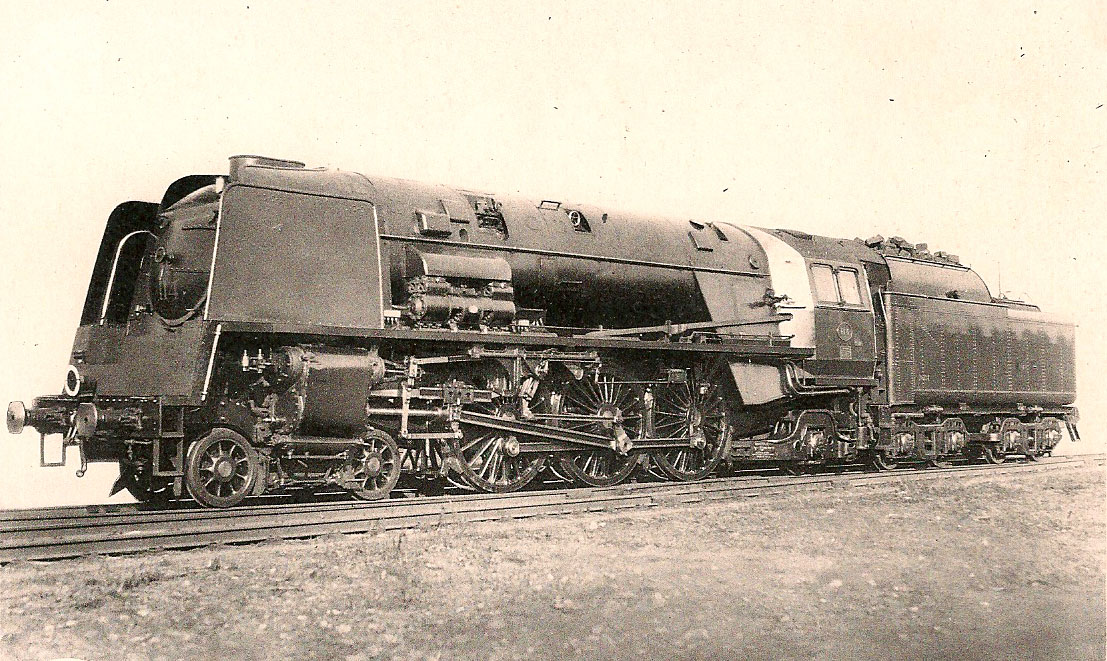
Schnellzuglokomotive der Baureihe 1 aus den 1930er Jahren

Nach der Besetzung Belgiens im Ersten Weltkrieg 1914 durch das Deutsche Reich wurde der Eisenbahnverkehr zunächst einem deutschen Eisenbahn-Verwaltungsrat und ab dem 1. Juni 1915 einer deutschen Militär-Generaldirektion unterstellt. Dieser nachgeordnet waren Militär-Eisenbahndirektionen und Linien-Kommandanten, denen die Betriebsführung oblag. Der Militär-Generaldirektion Brüssel wurden alle deutscherseits als Kriegsbeute beschlagnahmten Eisenbahnwagen zugeordnet und dafür neu nummeriert. Um deren Herkunft später noch identifizieren zu können, wurden die Nummern mit zusätzlichen Kennbuchstaben versehen, die auf die früheren Eigentümer hinwiesen.
1926 wurde die Chemins de fer de l’État belge in Société nationale des chemins de fer belges (SNCB) umbenannt, was später im amtlichen deutschen Sprachgebrauch Belgiens in ‚Nationale Gesellschaft der Belgischen Eisenbahnen‘ übersetzt wurde. Zu diesem Zeitpunkt war die neue Gesellschaft im Besitz von 4624 Lokomotiven, 9319 Personenwagen, 1602 Gepäckwagen und 123 941 Güterwagen. 1927 wurde diese Gesellschaft bereits privatisiert.
Ende der 1930er Jahre besaß die belgische Eisenbahn mit die schnellsten dampfbespannten Züge Europas und der Welt. Zwei mit Stromlinienlokomotiven der NMBS/SNCB-Reihe 12 bespannte Zugpaare zwischen Brüssel und Ostende erreichten 1939 planmäßig Reisegeschwindigkeiten von 114,3 km/h und hielten damit für kurze Zeit den Weltrekord für komplette Zugläufe. Auf dem Abschnitt zwischen Brüssel und Brügge errangen die Züge 401 und 405 mit einer Reisegeschwindigkeit von 120,46 km/h einen bis heute gültigen Europarekord für die höchste Reisegeschwindigkeit eines dampfbespannten Zuges zwischen zwei planmäßigen Haltebahnhöfen.
Ab 1927 verkehrte als erster Pullmanzug in Belgien der Étoile du Nord von Paris über Brüssel nach Amsterdam, gefolgt ab 1928 vom Edelweiss mit dem Laufweg Amsterdam – Brüssel – Namur – Luxemburg – Strasbourg – Basel – Zürich. Ab 1929 wurden der Oiseau Bleu von Paris über Brüssel nach Antwerpen sowie der Ostende-Köln-Pullman-Express eingesetzt. Der Beginn des Zweiten Weltkriegs beendete den Einsatz dieser Luxuszüge.

### 1945–1990

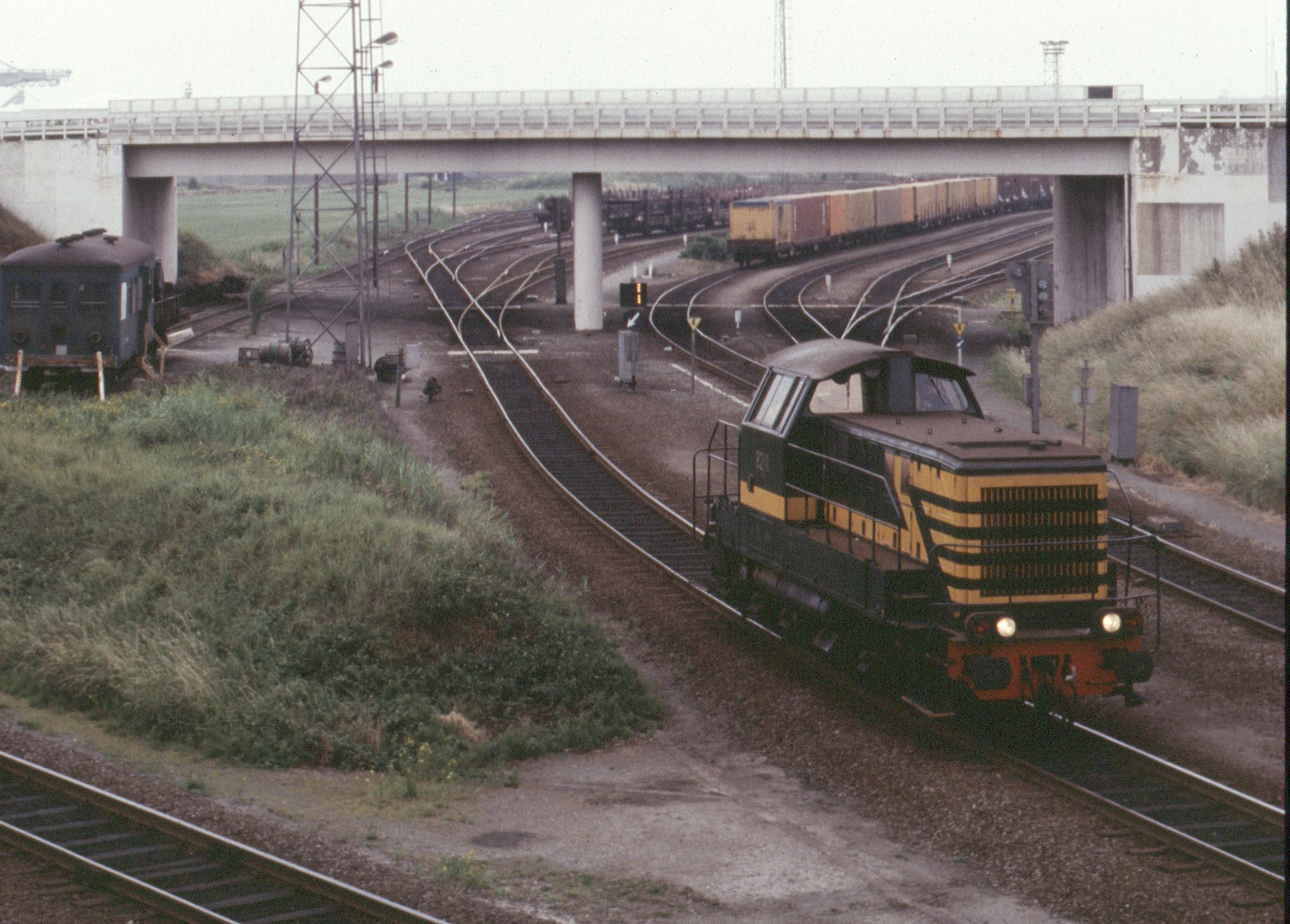
Rangierlokomotive der Baureihe 82 am Hafenbahnhof Zeebrugge

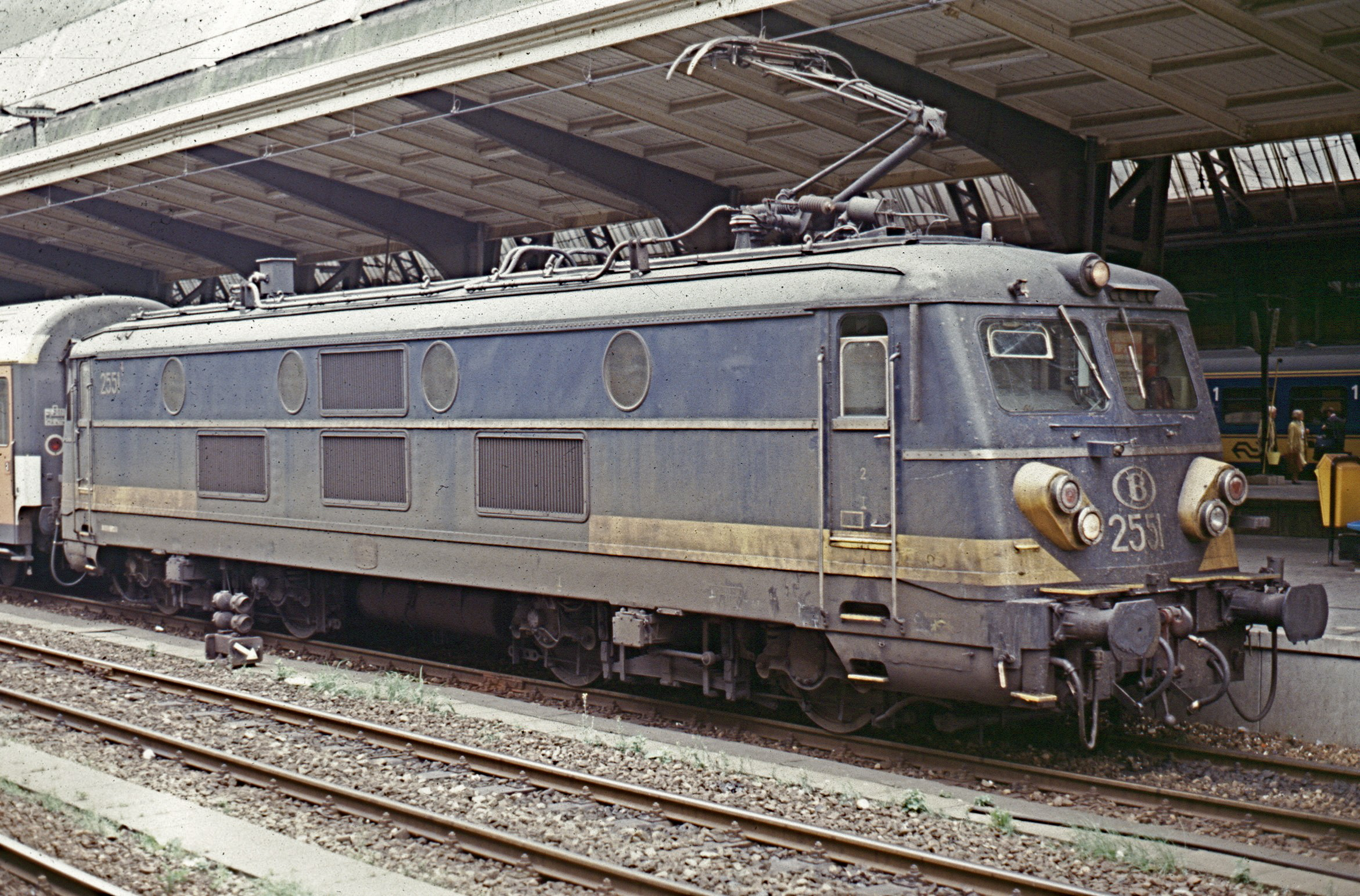
Mehrsystemlok der Baureihe 25.5 im niederländischen Bahnhof Amsterdam CS

Nach dem Zweiten Weltkrieg erfolgte dann eine erneute Verstaatlichung der NMBS/SNCB. Die NMBS/SNCB beendete 1966 den Betrieb mit Dampflokomotiven, am 20. Dezember dieses Jahres bespannte die Lokomotive 29.013 der NMBS/SNCB-Reihe 29 den letzten dampfbespannten Zug zwischen Ath und Denderleeuw.
Nach dem Zweiten Weltkrieg fand eine Reduktion auf wichtige Verbindungen statt: Einige in dünn besiedelte Gebiete führende Strecken wurden stillgelegt und durch kostengünstigere Autobusse ersetzt, beziehungsweise einige im Krieg zerstörte Strecken gar nicht erst wieder aufgebaut (z. B. Gouvy – St. Vith).
Während man auch in den 1980er Jahren zahlreiche eher schwach frequentierte Haltepunkte schloss, fand zeitgleich – und im Vergleich zu anderen europäischen Bahnen schon recht früh – auch eine Renaissance des Bahnverkehrs in ländlichen Gebieten statt; man eröffnete Strecken neu und machte den Fuhrpark attraktiver. Beispiele für reaktivierte Strecken sind Antwerpen – Neerpelt und Welkenraedt – Eupen, für einen attraktiveren Fuhrpark stehen die Fernzüge zwischen Oostende und Köln, die ab Ende der 1970er Jahre weitestgehend aus den neuen standardisierten Eurofima-Wagen gebildet wurden. Diese Wagen waren klimatisiert und boten somit für Reisende der zweiten Klasse mehr Komfort als das damalige Spitzenprodukt der Deutschen Bundesbahn, das IC-Netz von 1979, auf dem in der zweiten Klasse erst etwa die Hälfte der Wagen klimatisiert war. Mit den Eurofima-Wagen hielt auch die gleichfalls standardisierte Eurofima-C1-Lackierung (reinorange mit lichtgrauem Streifen) Einzug, darüber hinaus wurden auch zahlreiche weitere belgische Reisezugwagen entsprechend lackiert.
Ebenfalls in den 1980er Jahren wurde ein landesweit einheitliches vertaktetes InterCity/InterRegio-Netz für den Fernverkehr geschaffen. So verbanden – im europaweiten Vergleich ebenfalls recht früh – ab dem 3. Juni 1984 13 IC- und 16 IR-Linien die 70 wichtigsten Bahnhöfe Belgiens. Für den lokalen Nahverkehr wurden P- und L-Züge eingeführt. Während Letztere – ähnlich den ICs und IRs – vertaktet sind, fahren die P-Züge (Piekuurtrein=Spitzenverkehrszug in Deutschland auch als Verstärkerzüge bekannt), welcher die Fläche mit Oberzentren, wie Brüssel und Antwerpen verbindet, nur im Zeitraum von 6 bis 9 und 16 bis 19 Uhr. Ergänzend fahren die sogenannten T-Züge (des trains touristiques) in der Urlauberzeit. Dieses Zugsystem hat sich bis heute bewährt und wurde im InterCity- und InterRegio-Bereich um mehrere Linien ergänzt, sodass gegenwärtig 38 IC-Linien landesweit verkehren. Zum Fahrplanwechsel im Dezember 2014 wurden die Interregio-Linien in IC umbenannt, außerdem die vorherigen Buchstaben durch Ziffern ersetzt, so wurde aus der Linie IC A bspw. die IC 01.

### 1991 bis heute

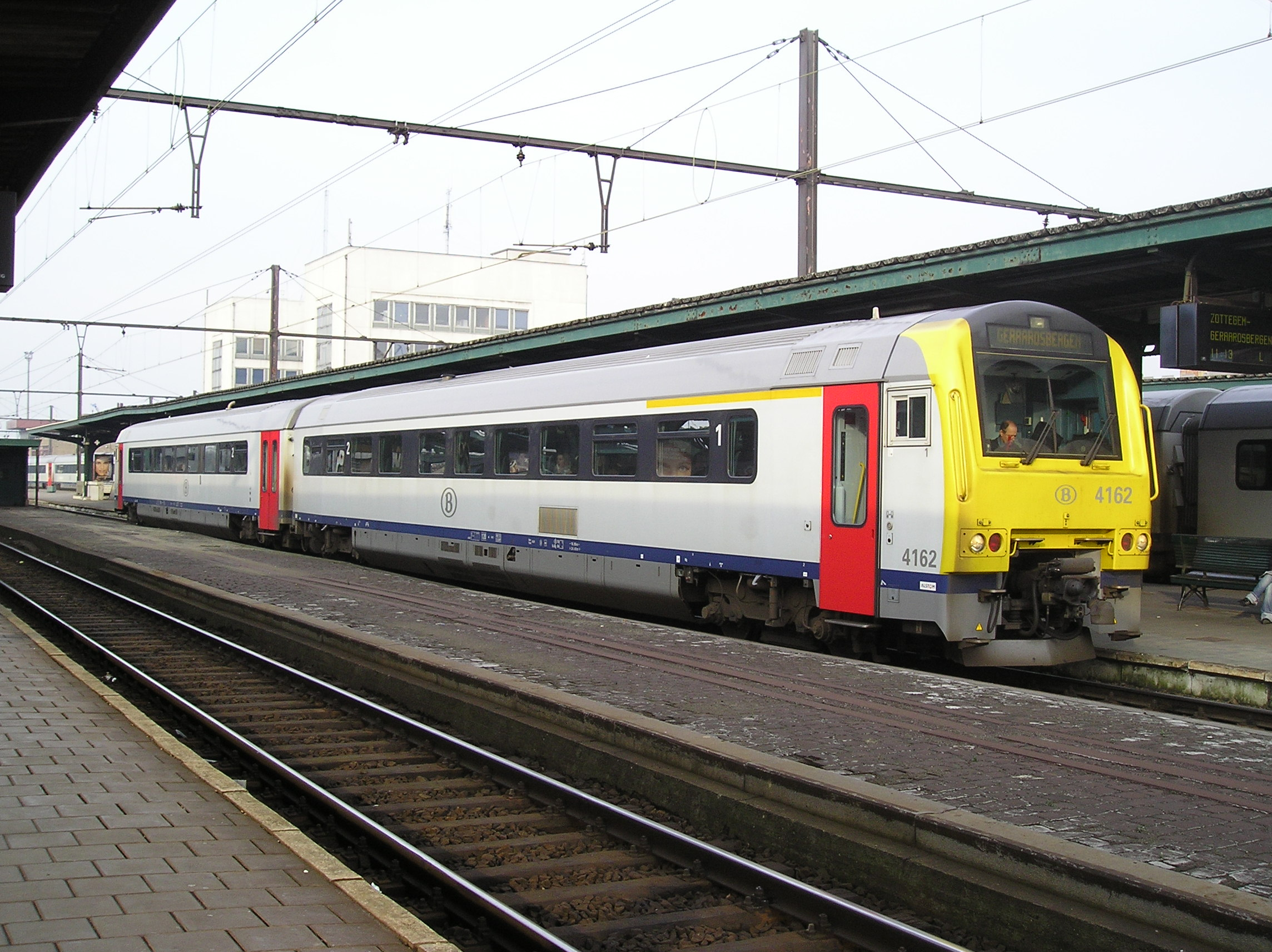
Triebzug der Baureihe 41 in Gent – ein buntes Farbschema prägt heute die Züge

Seit 1991 ist die NMBS/SNCB ein sogenannter „selbständiger Betrieb“.
Um den weiteren Anforderungen des europäischen Eisenbahnverkehrs gerecht zu werden, entschied man sich in den 1990er Jahren zum völligen Neubau von Strecken, wie der Hochgeschwindigkeitstrasse Brüssel–Lüttich–Aachen, zur großzügigen Modernisierung von wichtigen Bahnhöfen und zur weiteren Modernisierung des Fahrzeugparks. In diesem Jahrzehnt wurde die NMBS/SNCB auch Gründungsmitglied der Eurostar Group und der Thalys International.
Seit dem 1. Januar 2005 ist der belgische Eisenbahnverkehr liberalisiert. Die belgische Bahn ist seither ein eigenständiges staatliches Unternehmen. Im Zuge der EU-weiten Anpassung und Liberalisierung des Eisenbahnverkehrs wurde die NMBS/SNCB in drei Geschäftsbereiche aufgeteilt: NMBS/SNCB Holding Group (Kontrollaufgabe, übergeordnete Organisation), Infrabel (Betreiber des Schienennetzes) und NMBS/SNCB (Eisenbahnverkehrsunternehmen). In dieser Struktur hielt der belgische Staat 80 % an Infrabel und 99,9 % an der NMBS/SNCB Holding Group; diese wiederum war alleiniger Eigentümer der NMBS/SNCB und hielt die restlichen 20 % an Infrabel. Anfang 2013 beschloss die belgische Föderalregierung eine neue Struktur, die zum 1. Januar 2014 in Kraft trat. Heute ist der belgische Staat alleiniger Eigentümer der NMBS/SNCB, von HR Rail und von Infrabel. HR Rail ist ein neugegründetes Unternehmen, das als Arbeitgeber für die Beschäftigten der NMBS/SNCB und von Infrabel fungiert. Die NMBS/SNCB Holding Group entfiel.
Die NMBS/SNCB war 2007 Gründungsmitglied des Railteam.

## Elektrifizierung

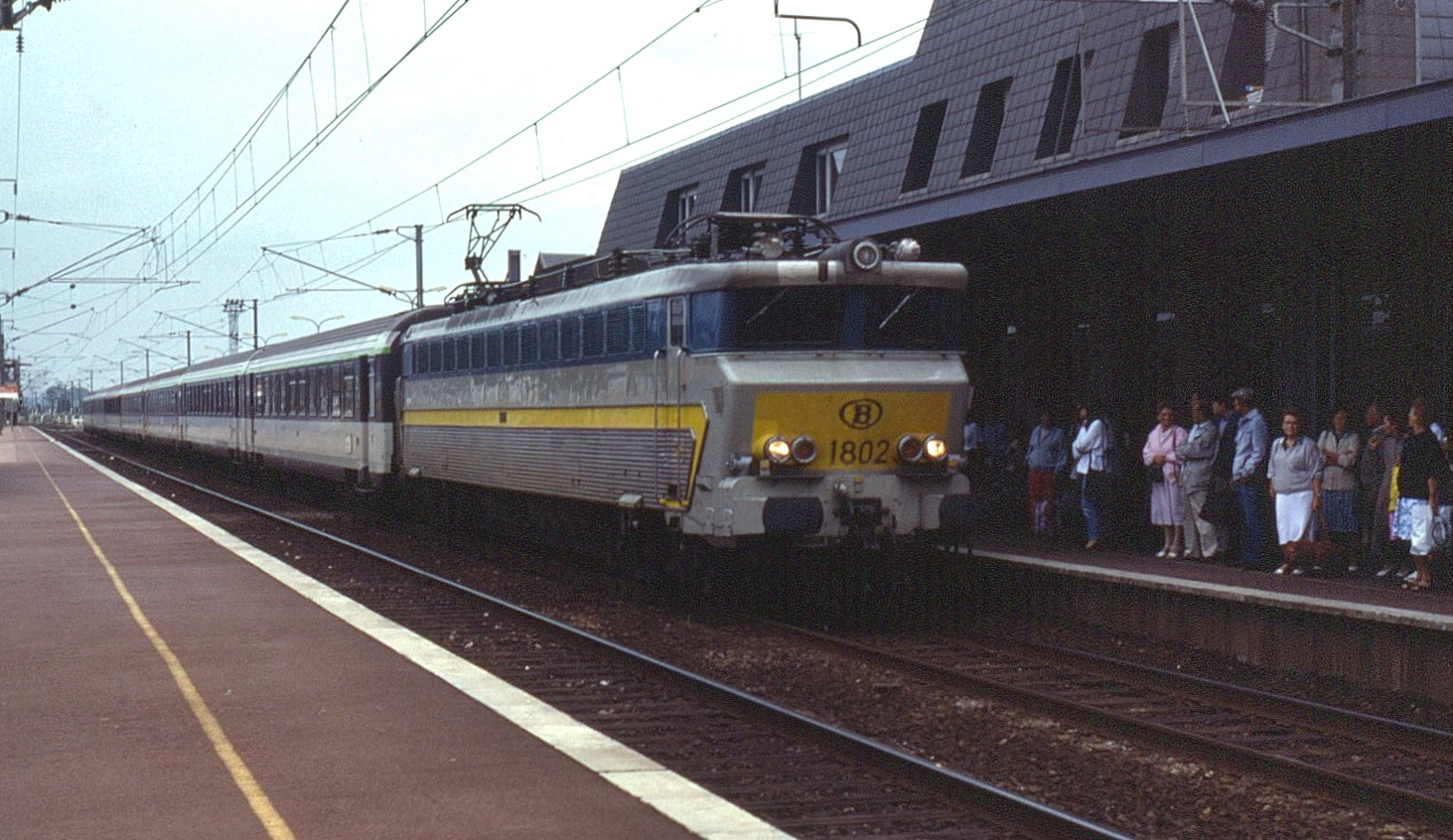
Viersystemlok der Baureihe 18 im französischen Bahnhof Compiègne, 1989

1935 wurde die erste Strecke zwischen Brüssel und Antwerpen elektrifiziert. Hierbei wurde Gleichspannung mit 3000 Volt angewendet.
Seit den 1950er Jahren kam es zu einem zeitlichen Verzug bei den Elektrifizierungen, da man aus Kostengründen dieselelektrische Lokomotiven bevorzugte. Inzwischen jedoch strebt man eine vollständige Elektrifizierung des Streckennetzes an.
Die NMBS/SNCB verwendet im weitaus überwiegenden Teil des Streckennetzes weiterhin Gleichstrom mit 3 kV. Nur einige modernisierte Abschnitte  (Athus–Meuse) und die Hochgeschwindigkeitsstrecken werden mit 25 kV Wechselspannung bei 50 Hz betrieben. Durch die Entscheidung für die Elektrifizierung mit 3 kV entstanden an den Grenzen zu allen Nachbarstaaten Systemtrennstellen. Die belgischen Eisenbahnen ließen deshalb schon früh Mehrsystemlokomotiven entwickeln, eine der ersten Viersystembauarten war die 1966 in Dienst gestellte Reihe 16.

## Streckennetz
Belgien hat eines der dichtesten Streckennetze der Welt. Die unterirdische, sechsgleisige Brüsseler Nord-Süd-Verbindungsbahn ist mit ca. 1200 Zügen pro Tag der am stärksten befahrene Eisenbahntunnel der Welt. Für den weiteren Ausbau des Netzes ist die Infrabel zuständig.
Schnellfahrstrecken werden in Belgien als ligne à grande vitesse oder hogesnelheidslijn bezeichnet. Das Liniennetz verläuft von der französischen (und weiter zur englischen), deutschen und niederländischen Grenze sternförmig auf die Hauptstadt Brüssel zu.

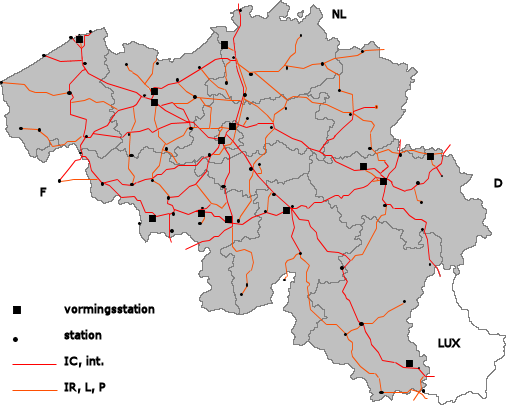
Streckennetz
Hochgeschwindigkeitsnetz

| Strecke    | Strecke                                            | Streckengeschwindigkeit | Länge | Inbetriebnahme | Fahrzeugeinsatz       | Stromsystem  | Zugbeeinflussung |
| ---------- | -------------------------------------------------- | ----------------------- | ----- | -------------- | --------------------- | ------------ | ---------------- |
| In Betrieb | HSL 1, Brüssel–Lille (Anschluss an LGV Nord)       | 300 km/h                | 88 km | 1997           | TGV, Eurostar, Thalys | 25 kV, 50 Hz | TVM430           |
| In Betrieb | HSL 2, Löwen–Ans (Strecke Brüssel–Lüttich)         | 300 km/h                | 62 km | 2002           | Thalys, ICE 3M, IC    | 25 kV, 50 Hz | TBL2             |
| In Betrieb | HSL 3, Chênée–Walhorn (Strecke Lüttich–Aachen)     | 260 km/h                | 36 km | 2009           | Thalys, ICE 3M        | 25 kV, 50 Hz | ETCS Level 2     |
| In Betrieb | HSL 4, Antwerpen–Rotterdam (Anschluss an HSL-Zuid) | 300 km/h                | 40 km | 2009           | Eurostar, Thalys, IC  | 25 kV, 50 Hz | ETCS Level 2     |

- Streckennetz
- Hochgeschwindigkeitsnetz

## Personenverkehr

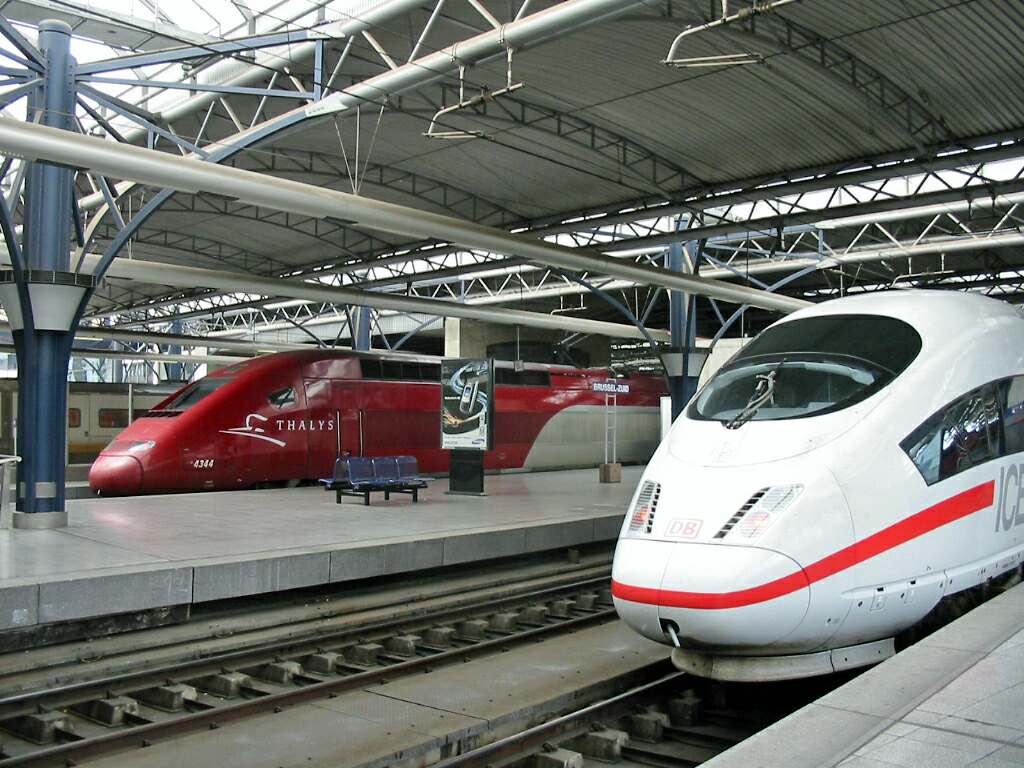
Thalys PBKA (hinten) und ICE 3M im Bahnhof Bruxelles-Midi/Brussel-Zuid

Der Eisenbahn-Personenverkehr in Belgien wird fast ausschließlich durch die NMBS/SNCB durchgeführt, welche außerdem die grenzüberschreitenden Regionalzüge auf den Strecken Lüttich–Aachen (euregioAIXpress) und Antwerpen-Roosendaal (S-Zug Antwerpen) betreibt. Nur die Verbindung Lüttich–Maastricht–Aachen (LIMAX) wird seit 2024 von der Arriva Personenvervoer Nederland betrieben.
Zwischen Deutschland und dem Hafen von Antwerpen verkehren Güterzüge über die Montzenroute der privaten „Dillen en Lejeune Cargo“ (DLC).
Es gibt folgende Zuggattungen:
| Abk. | Langname (ndl.)        | Langname (frz.)         | Aufgaben, abgedeckte Verkehrsbedürfnisse |
| ---- | ---------------------- | ----------------------- | --- |
| EST  | Eurostar               | Eurostar                | Hochgeschwindigkeitszug nach London, Paris, Amsterdam, Köln und Dortmund |
| ICE  | ICE International      | ICE International       | Hochgeschwindigkeitszug nach Köln und Frankfurt am Main |
| TGV  | Train à grande vitesse | Train à grande vitesse  | Hochgeschwindigkeitszug überwiegend nach Frankreich |
| IC   | Intercity              | Intercity               | 36 im Stundentakt verkehrende Linien mit den Bezeichnungen IC 01 bis IC 35, Halteabstände geringer als in anderen Ländern, erfüllt neben Fernverkehrsaufgaben auch die Aufgaben der Zuggattung Regional-Express, Durchschnittsgeschwindigkeit 70 bis 90 km/h |
| ICT  |                        |                         | touristisch orientierter InterCity (vormals: T-Trein) |
| L    | Lokale trein           | Train local             | Lokalzug, Grundangebot im Nahverkehr, vergleichbar mit Regionalbahn |
| S    | S-Trein                | Train S                 | S-Züge in Antwerpen, Brüssel, Charleroi, Gent und Lüttich |
| P    | Piekuurtrein           | Train d’heure de pointe | Spitzenverkehrszug, ähnlich den Verstärkerzügen bei Regionalexpress oder Regionalbahn, verkehrt nur wochentags im Zeitraum von 6 bis 9 und 16 bis 19 Uhr |

### Tarife
Eine tarifliche Trennung zwischen Nah- und Fernverkehr, mit Ausnahme von ICE und Thalys, gibt es in Belgien nicht.
Die Personenbeförderungstarife richten sich nach der Entfernung mit einem Maximalpreis bei mehr als 150 km. Bestimmte Personengruppen bekommen (zum Teil nur an bestimmten Tagen und auf bestimmten Strecken) Ermäßigungen (Rentner, Schwerbehinderte, Kinder, Kriegsinvaliden, …). Außerdem existieren spezielle touristische Tages- und Wochenendfahrkarten mit Ermäßigungen zwischen 40 und 60 % wie auch die im Dreiländereck um Lüttich/Aachen/Maastricht gültige Tageskarte EUREGIO-Ticket.
Pendler bekommen außerdem durch den Arbeitgeber Teile des Monatskartenpreises erstattet.
Eine weitere Besonderheit stellt das Ticket Standard Multi dar; hierbei handelt es sich um eine Fahrkarte, die sich der Fahrgast zehnmal selbst ausstellen kann (Eintrag von Start- und Zielbahnhof, Wochentag und Datum). Sie kostet 105 € für die zweite und 161 € für die erste Klasse. Diese Fahrkarte ist für Fahrten zwischen zwei beliebigen Zugangsstellen gültig; Grenzpunkte sind ausgenommen. Dieses Angebot gibt es auch für junge Leute (bis zum Alter von einschließlich 25 Jahren), der sogenannte Youth Multi, für nur 64 € und auch für zehn Fahrten in der zweiten Klasse, bzw. 7,70 € als Youth Ticket für eine einfache Fahrt. Alle genannten Pässe sind ab Kaufdatum ein Jahr gültig. Für kurze Strecken (z. B. von Eupen nach Verviers, aber nicht innerhalb der Zone Brüssel) gibt es das Ticket Local Multi für 32 € in der zweiten und 41 € in der ersten Klasse, ebenfalls für 10 Fahrten. Dieser Pass ist ab Kaufdatum 6 Monate lang gültig.

### Ticketing-Systeme
Bis in die 1980er Jahre wurde ein Bleiplattensystem verwendet, bei dem ein Druck auf einer kleinen rosa-roten rechteckigen Pappkarte gemacht wurde. Es wurde durch ein eigenständiges computergesteuertes Prodata-Ticketing-System auf der Basis eines Diskettenlaufwerks ersetzt. Am 8. Dezember 1992 wurde es durch SABIN, ein netzwerkbasiertes System, ersetzt.

## Aktueller Betrieb

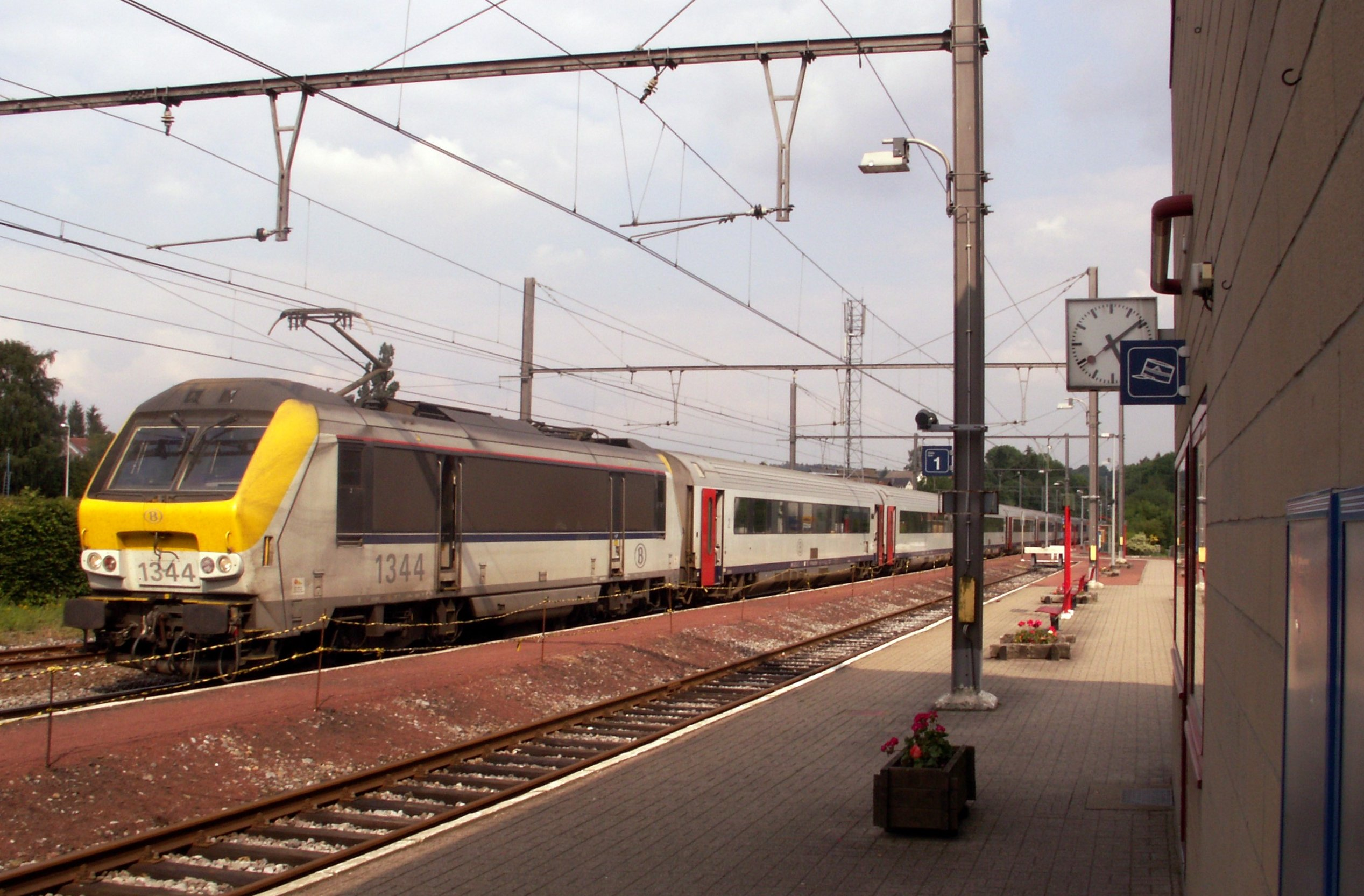
IC 01 mit Zweisystemlokomotive der Baureihe 13 im Bahnhof Eupen

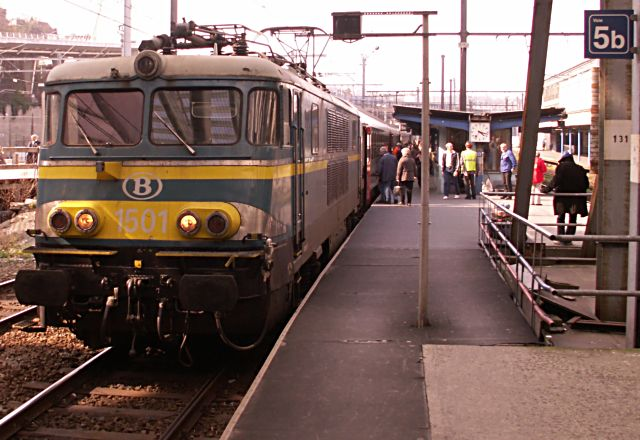
Dreisystemlokomotive der Baureihe 15 vor IR im Bahnhof Liège-Guillemins, 2007 vor dessen Umbau

Die staatliche Belgische Eisenbahn betreibt eines der dichtesten Eisenbahnnetze weltweit.
Brüssel ist ein Zentrum des europäischen Hochgeschwindigkeitsverkehrs mit Eurostarverbindungen nach London, Amsterdam, Köln und Paris sowie Intercity-Express-Verbindungen nach Frankfurt am Main. Weitere Knotenpunkte des belgischen Eisenbahnverkehrs sind Antwerpen, Löwen, Gent-St.-Pieters, Brügge, Lüttich-Guillemins, Namur und Charleroi-Sud.
In den letzten Jahren wird eine umfassende Modernisierung des Fahrzeugparks durchgeführt. In einigen Städten wurden S-Zug-Netze eingeführt. 

### Zahlen
2001 beförderte die Gesellschaft 160 Millionen Reisende auf einem Streckennetz mit einer Gesamtlänge von 3454 Kilometern. Vom Gesamtstreckennetz sind 2701 km elektrifiziert. Die Netzdichte beträgt 112,6 m/km² und liegt damit weit über dem EU-Durchschnitt von 51,2 m/km². Die NMBS/SNCB verfügt über 537 Bahnhöfe und Haltestellen – jährlich kommen neue hinzu.
Die NMBS/SNCB war im Jahr 2004 mit 1,27 Milliarden Euro der größte belgische Investor, der Umsatz der NMBS/SNCB beläuft sich auf etwa 2,21 Milliarden Euro (Stand: 2004).

## Wichtige Bahnhöfe

### Region Brüssel-Hauptstadt
- Bahnhof Bruxelles-Central/Brussel-Centraal
- Bahnhof Bruxelles-Luxembourg/Brussel-Luxemburg
- Bahnhof Bruxelles-Nord/Brussel-Noord
- Bahnhof Bruxelles-Midi/Brussel-Zuid

### Flandern
- Bahnhof Antwerpen-Centraal
- Bahnhof Brugge (Hauptbahnhof)
- Bahnhof Gent-Sint-Pieters
- Bahnhof Leuven
- Bahnhof Mechelen

### Wallonie
- Bahnhof Charleroi-Central
- Bahnhof Liège-Guillemins
- Bahnhof Namur
- Bahnhof Verviers-Central

## Güterverkehr
Die Tochtergesellschaft Lineas erbringt unter den Markennamen IFB und Xpedys Güterverkehr. Sie ist im Besitz von Argos Soditic und der NMBS/SNCB. Die Anteile waren zunächst zu 68,88 % und 31,12 % auf die beiden Gesellschafter verteilt. Seit Mai 2020 hält Argos Wityu 90 % der Anteile, die NMBS/SNCB 10 %.

## Logo
Das Logo der Gesellschaft wurde 1936 durch Henry van de Velde entwickelt. Die Vorlage lieferte der Eisenbahner Jean de Roy, der einen im Jahr zuvor ausgeschriebenen internen Wettbewerb gewonnen hatte. Van de Velde verfeinerte diesen an den Autohersteller Bentley erinnernden Entwurf und schuf so das bis heute genutzte Signet.